# Eucort Victoria Avión
L'Eucort Victoria Avión fou un model d'automòbil produït per la marca catalana Eucort entre els anys 1950 i 1953. El Victoria Avión es produïa a la factoria de la marca al carrer de Nàpols 124 de Barcelona.

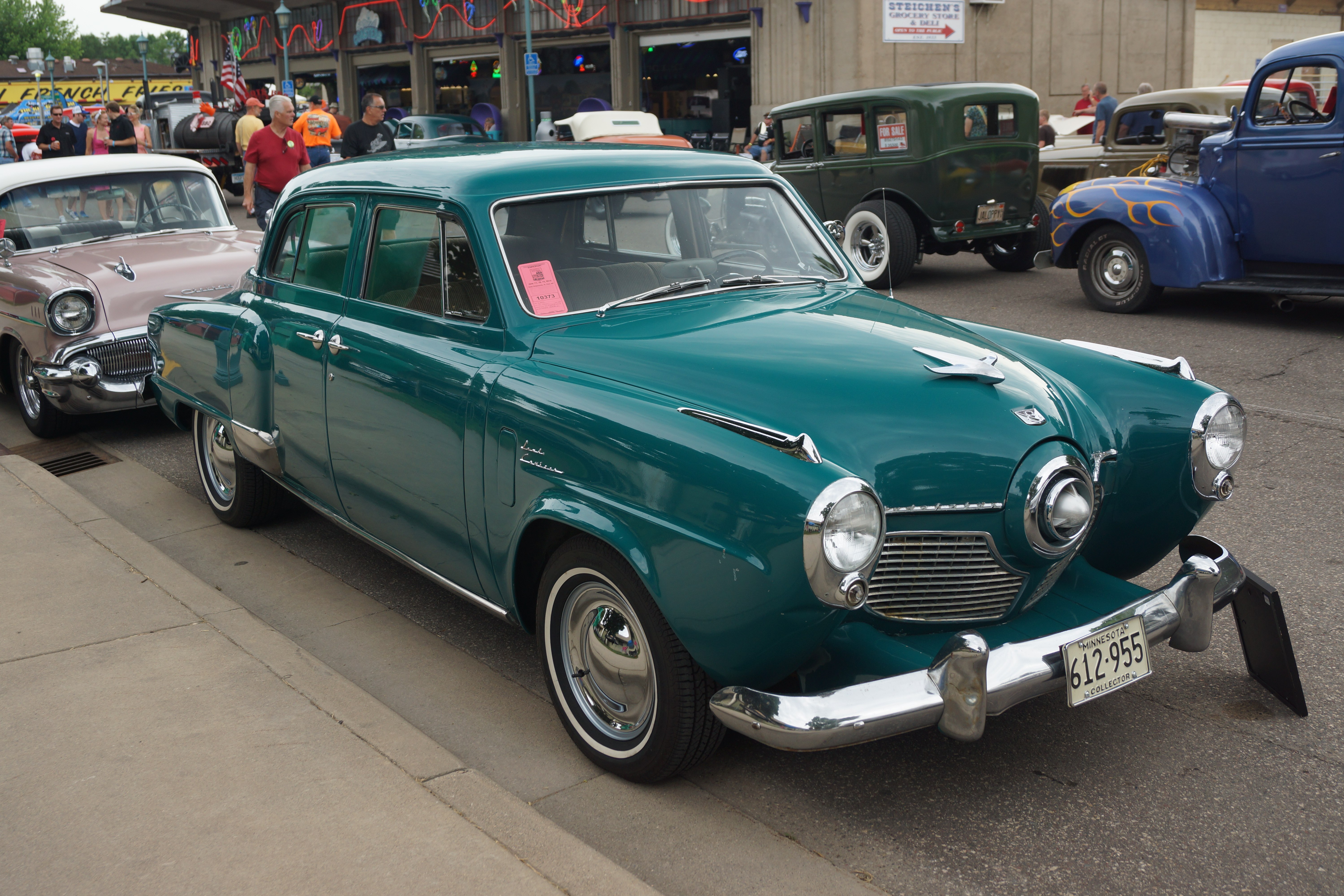
Studebaker Commander (1950) en el qual es basa l'Eucort Victoria Avión

El Victoria Avión, realitzat sobre la base de l'Eucort Victoria, fou l'últim model de producció en sèrie de la marca. Estèticament inspirat en l'Studebaker Commander del 1950 i 1951, el model rebia al seu nom l'afegitó d'"Avión" ("Avió", en català) degut a la seua graella frontal en forma de turbina d'avió. En ser el darrer model en sèrie de la marca, el Victoria Avión fou el menys venut d'aquesta amb l'excepció de l'Eucort Stromberg, descapotable basat en el Victoria i carrossat artesanalment per carrosseries Capella.
En l'apartat tècnic, el Victoria Avión no presentava cap novetat respecte al model Victoria. Equipava un motor tricilíndric en línia de 32 cavalls de potència, tracció davantera i transmissió manual de tres velocitats.